# Marco Minnemann
Marco Minnemann (Hannover, 24 dicembre 1970) è un batterista, compositore e polistrumentista tedesco, noto per la sua attività di turnista e come componente degli Aristocrats.
Nel giugno 2007 è apparso sulla copertina di Modern Drummer in quanto «è stato determinante nello sviluppo del concetto avanzato di interdipendenza complessa», ovvero una tecnica di batteria che gli permette di suonare tempi diversi con ciascuno degli arti.

## Biografia
Esordì nel gruppo di genere crossover Freaky Fukin Weirdoz con cui suonò in un paio di album. Nel 1998 uscì il suo primo album come solista, The Green Mindbomb. 
Nel corso della sua carriera ha collaborato con diversi artisti, tra cui Kreator, Necrophagist, Paul Gilbert, Joe Satriani, Mike Keneally, Nina Hagen, Steven Wilson e Jordan Rudess. È inoltre componente di vari supergruppi e progetti, tra cui The Mute Gods e The Sea Within.
Nei primi mesi del 2011 ha partecipato, insieme ad altri sei tra i maggiori batteristi del mondo, all'audizione indetta dai Dream Theater per trovare un sostituto a Mike Portnoy, che ha lasciato il gruppo l'8 ottobre 2010. Sempre nel 2011 fonda il gruppo The Aristocrats insieme a Guthrie Govan e Bryan Beller, con i quali ha pubblicato quattro album.

## Equipaggiamento
- Batteria: Drum Workshop
- Piatti: Avedis Zildjian
- Microfoni: Audix
- Bacchette: Pro-Mark
- Pelli: Evans

## Discografia

### Da solista
- 1998 – The Green Mindbomb
- 1999 – Comfortably Homeless
- 2002 – Orchids
- 2003 – Broken Orange
- 2004 – Mieze
- 2006 – Swine Songs-best of
- 2006 – Contraire de la chanson
- 2007 – Housewifedogandtwokids
- 2008 – A Mouth of God
- 2009 – Catspoon
- 2010 – Normalizer 2
- 2014 – EEPS
- 2015 – Celebration
- 2016 – Above the Roses
- 2016 – Schattenspiel
- 2017 – Borrego
- 2019 – My Sister

### Con gli Illegal Aliens
- 1996 – Thickness
- 1997 – Red Alibis
- 1998 – Time
- 2000 – International Telephone

### Con Mario Brinkmann
- 2002 – Motor
- 2003 – Normalizer
- 2005 – Disarmed (con Trentini)

### Con i The Aristocrats
- 2011 – The Aristocrats
- 2013 – Culture Clash
- 2015 – Tres Caballeros
- 2019 – You Know What...?

### Con i Levin Minneman Rudess
- 2013 – LMR
- 2016 – From the Law Offices of Levin Minnemann Rudess

### Con i The Mute Gods
- 2016 – Do Nothing Till You Hear from Me
- 2017 – Tardigrades Will Inherit the Earth
- 2019 – Atheists and Believers

### Con i McStine & Minnemann
- 2020 – McStine & Minnemann
- 2020 – II
- 2021 – Any Kind of Light (EP)

## Videografia

### Album video
- 2001 – Marco Minnemann: Live in L.A.
- 2003 – Extreme Drumming
- 2006 – Maximum Minnemann

## Libri
- Ultimate Play Along Drum Trax
- Extreme Interdependence: Drumming Beyond Independence (With Audio CD) (2001)
- Maximum Minnemann (2006)

## Registrazioni selezionate con altri artisti
- FFW "Senseless Wonder" - 1992
- FFW "Mao Mak Maa" - 1993
- FFW "Culture Shock" - 1995
- FFW "Hula" - 1997
- H-Blockx "Fly Eyes" - 1996
- H-Blockx "Bang Boom Bang" - 1998
- Keilerkopf - 1998
- Wolfgang Schmid "Special Kick" - 2001
- Wolgang Schmid " A swift Kick" - 2003
- Silver - 2000
- Silver "Dream Machines" - 2003
- Gary Barden- 2004
- Das Ueberschall-Kleutgen, Sistos, Minnemann live at the Baked Potato 2003
- Nena "feat. Nena" - 2003
- Paddy Kelly "In exile" (producer, arranger and multi instrumentalist) - 2004
- Phi Yaan-Zek "Solar Flare" - 2005
- Paul Gilbert "Burning Organ" - 2002
- Paul Gilbert "Space Ship One" - 2005
- Paul Gilbert "Space Ship Live" - DVD - 2005
- Marco Ferrigno "Hanging Gardens" -2006
- Mario Brinkmann "Engineer" - 2007
- Illogicist - "The insight eye" 2007
- 26 - 2008
- Necrophagist - Summer Slaughter DVD 2008
- Shiloh-Sheray - "the way we are" - 2009
- Ephel Duath- Through My Dog's Eyes 2009
- George Bellas - Planetary Alignment - 2008
- George Bellas - Step into the Future - 2009
- George Bellas - The Dawn of Time - 2010
- Adam Nitti - 2009
- Mike Keneally "Scambot". release for 2009
- Bryan Beller "Thanks in advance" 2008
- Jason Sadites "WEVE" 2009
- Matte Henderson w David Torn and Tony Levin release for 2009
- Necrophagist - "Summer Slaughter 2007" live in Toronto DVD
- UKZ - "Radiation" EP Eddie Jobson, Trey Gunn, Alex Machacek, Aaron Lippert, Marco Minnemann 2009
- Theodore Ziras "Territory 4", 2009
- Dr. Zoltan Øbelisk – Why I Am So Wise, Why I Am So Clever, And Why I Write Such Good Songs (2009)
- Trey Gunn/Marco Minneman – "Modulator" (2010)
- Jason Sadites/Marco Minnemann – "Behind The Laughter" (2010)
- PTSD feat marco minneman - "A sense of decay" (2011)
- 2013 – Steven Wilson – The Raven That Refused to Sing (And Other Stories)
- 2015 – Steven Wilson – Hand. Cannot. Erase.
- 2016 – Steven Wilson – Happiness III (singolo)

## Premi
- The Telly Award (2004)